# Boulevard du Redon
Le boulevard du Redon est une voie marseillaise située dans le 9e arrondissement de Marseille. 

## Situation et accès
Ce boulevard mesure 1 250 mètres de long et 8 mètres de large débute au rond-point Henri-Gastaut et se termine route Léon-Lachamp, en prolongement du boulevard du Cabot.
Ce boulevard des quartiers sud de Marseille est situé à la limite des quartiers du Cabot et de La Panouse. Il relie ces derniers au quartier du Redon, non loin du col de la Gineste qui débouche vers Cassis.

## Origine du nom
Le boulevard doit son nom au quartier où il aboutit, en l’occurrence celui du Redon qui abrite le site universitaire de Luminy. 

## Historique
Cet ancien tronçon de l'ancienne route nationale 559 reliant Marseille à Cassis est classé dans la voirie de Marseille le 15 décembre 1947.
Il porte sa dénomination actuel par délibération du Conseil municipal du 7 mars 1949.

## Bâtiments remarquables et lieux de mémoire
- Au numéro 83 se trouve la résidence de La Rouvière, la plus peuplée de Marseille. En face se trouve la colline Saint-Joseph abritant la chapelle Saint-Joseph longée par le chemin éponyme.
- Au numéro 383 se trouve l'Église Saint-Jean Bosco du Redon.